# Ben Choquet
Pour les articles homonymes, voir Choquet.
Œuvres principales
- Vengeances et Mat

Ben Choquet (de son vrai prénom, Benoît) né le 10 mars 1981 à Charleroi (Belgique) est un écrivain belge francophone. 

## Biographie

### Jeunesse
Après des études secondaires terminées en 1999 à l'Athénée Royal Jules Destrée à Marcinelle, Ben Choquet est diplômé en Sciences de Gestion à la Faculté Warocqué d'économie et de gestion de l'Université de Mons en 2004, suivi d'un Master en Sport Business Management obtenu, en 2005, à la Solvay Brussels School of Economics and Management.

### Carrière
Entre 2009 et 2020, Ben Choquet est Responsable Communication au sein de l'intercommunale IGRETEC. En avril de la même année, il devient Directeur Communication et Commercial chez Kennes Editions.
En janvier 2018, parallèlement à son emploi au sein d'IGRETEC, il rejoint, en tant qu'animateur, Buzz Radio où il anime l'émission Charbon de Culture qui reçoit, chaque mois, un auteur belge.
En février 2018, son premier roman Vengances et Mat, un polar/thriller est publié,.
En décembre 2018, Ben Choquet publie la suite, intitulée La Vie a une fin, la vengeance pas. aux Éditions du Pays Noir dont l'intrigue se déroule dans la région carolo ainsi qu'au Moyen-Orient.
Le 23 octobre 2019, une réédition, sous forme d'intégrale, de ses deux premiers romans est publiée chez Kennes Editions,, sous le titre Vengeances et Mat permettant au roman, après une diffusion locale, de bénéficier d'une diffusion européenne. Le même mois, il lance un concours de nouvelles - Les Plumes de notre région - pour les étudiants du cycle secondaire de Charleroi Métropole.
En décembre 2019, Ben Choquet est nommé parmi les six finalistes du Prix des Lecteurs Club, récompensant l'auteur Belge de l'année, avec l'intégrale de Vengeances et Mat publiée chez Kennes Editions,. 

## Œuvre

### Romans
- Vengeances et Mat, Les Éditions du Pays Noir, 2018 (), roman, 256 p.  (ISBN 9782960214505)
- La vie a une fin, la vengeance pas, Les Éditions du Pays Noir, 2018 (), roman, 288 p.  (ISBN 2960214544)
- Vengeances et mat (Intégrale), Kennes Éditions, 2019, roman, 416 p.  (ISBN 9782875808073)[12]
- Le Dernier Truand, Kennes Éditions, 2022 (  (ISBN 9782380751437)), roman, 396 p.  (ISBN 9782380751437)

### Nouvelles
- Dèche et ange, Lamiroy Editions, 2019 (), nouvelle, 40 p.  (ISBN 978-2-87595-242-4)
- L'an 2000 a 20 ans, Lamiroy Editions, 2020 (20 Prozac sinon rien), Recueil de nouvelles  (ISBN 978-2-87595-254-7)

### Films
- 2016 : IGRETEC en 70 ans : une histoire, une région, court-métrage documentaire (producteur exécutif délégué et co-scénariste)

### Musique
- Dans son cou (Manuel Moran - Ben Choquet), 2013[13]